# Ichnotropis
Ichnotropis – rodzaj jaszczurek z rodziny jaszczurkowatych (Lacertidae).

## Zasięg występowania
Rodzaj obejmuje gatunki występujące w Afryce. 

## Systematyka

### Etymologia
Ichnotropis: gr. ιχνος ikhnos „trop, ślad”, od ιχνευω ikhneuō „tropić, śledzić”; τροπις tropis „kil statku”.

### Podział systematyczny
Do rodzaju należą następujące gatunki: 
- Ichnotropis bivittata
- Ichnotropis capensis
- Ichnotropis chapini
- Ichnotropis grandiceps
- Ichnotropis microlepidota
- Ichnotropis tanganicana